# 畠山宣意
畠山 宣意（はたけやま のりおき）は、戦国時代後期から安土桃山時代にかけての武将。『紀伊続風土記』などに名前が見える。

## 概要
宣意は永禄7年（1564年）12月に畠山高政の命で畠山九郎義繁の執権として紀伊国名草郡山東荘の桜山城に入った。宣意の家臣である矢野氏の記録によると、当時の山東荘には「南之殿」と「北之殿」の2つの「守護家」があり山東荘を南北に分割して領していた。南之殿は「王家」の支族であったために「王孫」と称していたが、後継者がいなくなったために宣意を養子として南之殿を継承し、後に北之殿も宣意の子孫が継承した。宣意は天正年間に岸野上・田井荘を領して「山東三郎」と称した。永禄10年（1567年）2月には三好長治と三好盛政が大和国宇智郡を攻略し、永禄11年（1568年）8月に宣基（宣意）と畠山基安・畠山基仲・畠山則清・畠山義宣らが反撃した。天正12年（1584年）には宣意らは小牧・長久手の戦いに参戦するために和泉国に向かったものの和睦が成立したのでそのまま帰国した。翌13年（1585年）の豊臣秀吉による紀州征伐によって宣意は没落し、三郎の子の三郎大夫は熊野の尾鷲浦の農民となり、さらにその子は徳川頼宣に召されて紀州藩に仕えた。家臣には取次として小倉若狭守基安がおり、畠山義堯の家臣である遊佐堯家から書状が送られている。
東山東村（現和歌山市）の平尾に住んでいた鳥羽家に伝来した書物によると、「紀伊河内越中三ヶ国之太守当国東勝寺之城（桜山城）主畠山殿（高正）」の三男である山東三郎平清澄公は山東宮（伊太祁曽神社）前にあった田中之城（現和歌山市伊太祈曽76-8）主であり、畠山殿から養子に出されたという。また「家老奥矢野太田林四人」がいたとされ、宣意と共通点が多く同一人物と考えられる。
文明18年（1486年）11月某日付の「中俊良譲状」には山東下総守の名前が見える。